# .am
.am為亞美尼亞國家及地區頂級域（ccTLD）的域名。

## 域名hack的使用
.am ccTLD 中的域名由於連接到 AM廣播（類似於 .fm 和 .tv ccTLD）而廣受歡迎，並且能夠形成以“am”結尾的英語單詞——例如移動照片共享服務 Instagram 使用亞美尼亞語域名 Instagr.am。
直播視頻流媒體服務 Stre.am 使用 TLD 來形成他們的操作關鍵字“Strea”。
美國音樂藝術家和製作人 will.i.am 使用該域名作為他的網站。域名中 TLD 的這種非常規用法稱為域名hack。

## 二級頂級域名
2014 年添加了一個新的亞美尼亞頂級域名，用於亞美尼亞語域名。 TLD 為 .հայ（來自亞美尼亞語的民族名）,於2016年推出。

## 外部連結
- IANA .am whois information（页面存档备份，存于）
- Armenia Network Information Centre（页面存档备份，存于）
- Domain Hacks Suggest（页面存档备份，存于）
- .AM Registrar（页面存档备份，存于）